# Paliperidon
Paliperidon (Invega, 9-hidroksirisperidon) je dopaminski antagonist iz klase atipičnih antipsihotika. Invega je formulacija za produženo otpuštanje paliperidona. Paliperidon palmitat (Invega Sustenna, Xeplion) je dugotrajna injektavna formulacija paliperidonskog palmitoilnog estra koja se dozira jednom mesečno. Paliperidon se koristi za tretman manije i u manjim dozama za bipolarni poremećaj. On se takođe koristi za lečenje šizofrenije i šizoafektivnog poremećaja.

## Pharmakologija
Paliperidon je primarni aktivni metabolit starijeg antipsihotika risperidona. Mada je njegov specifični mehanizam dejstva nepoznat, veruje se da paliperidon i risperidon deluju na sličan način.
Paliperidon je antagonist na α1 i α2 adrenergičkim receptorima i na H1 histaminskim receptorima. On se ne vezuje za muskarinske acetilholinske receptore. On se vezuje za dopaminske i serotoninske receptore.

## Spoljašnje veze
|  | Molimo Vas, obratite pažnju na važno upozorenje u vezi sa temama iz oblasti medicine (zdravlja). |